# Víctor Suárez Piñero
Víctor Suárez Piñero (1988, Oviedo) és mestre, escriptor i traductor. Més conegut per ser el traductor de La Regenta a l'asturià i per ser el portaveu asturianista a
Esquerra Unida d'Astúries.
Com activista en favor del coneixement lliure i els drets lingüístics de l'asturià, realitza tasques d'administració i edició en diferents projectes com la Wikipedia des de l'any 2006. En 2009 va ser el creador al costat de la Junta de Juristes per l'asturià de l'Observatori de drets lingüístics i del Registre de la Discriminació lingüística a Astúries, i en 2011 membre fundador d'Iniciativa pol Asturianu.
També va participat en Jornades i projectes de divulgació amb institucions de diferent tipus com biblioteques, l'Acadèmia de la Llengua Asturiana, la Universitat d'Oviedo o la Conselleria d'Educació i Cultura del Principat d'Astúries.
En 2017 va presentar Cinefilies secció de cinema al programa Naguando de la Ràdio del Principat d'Astúries i des d'aquest mateix any col·labora amb una columna d'opinió sobre qüestions polítiques i culturals en La Voz de Asturias.
D'altra banda, ha rebut diversos premis literaris: al millor bloc en asturià, al concurs de relat curt Cenciella al XVI Concurs de contes curts de Cangas del Narcea i també d'oratòria en el concurs Fala en 3' de Xixón.

## Obres destacades

### Ficció
- Xitanxáfora ukulelizante y Vaya peles ánimes (Revista Formientu 10, 2011) ISSN: 2172-4156
- El Viax (Revista Formientu 11, 2012) ISSN: 2172-4156
- Nayundes (Fecho na cuarentena, Ediciones Radagast 2020)

### Assaig
- Ciencia ficción n'asturianu una introducció a la trajectòria d'aquest gènere en la literatura asturiana (Revista Lliteratura 32, 2016) ISSN: 113-9542

### Traducció
En solitari
- Club de Llucha traducció a l'asturià del primer capítol de Club de lluita de Chuck Palahniuk (Lletres Lliterariu 5, 2013) ISSN: 1889-5182
- Los nueve mil millones de nomes de Dios traducció del relat The Nine Billion Names of God de Arthur C. Clarke (Revista Lliteratura 30, 2014) ISSN: 113-9542
- Los viaxes de Gulliver traducció del primer capítol d'Els viatges de Gulliver de Jonathan Swift (Revista Lliteratura 31, 2015) ISSN: 113-9542
- La Rexenta traducció a l'asturià de La Regenta de Leopoldo Alas "Clarín" (Saltadera, 2018)

En obres col·lectives
- Se lo dije a la noche de Juan Carlos García Hoyuelos (Beta III Milenio, 2011) ISBN 978-84-92629-60-2
- Aire, fuego y deseo de Juan Carlos García Hoyuelos[23] (Beta III Milenio, 2016) ISBN 978-84-15495-85-7
- Col·laboració amb usuaris i monitors de la fundació publicoprivada FASAD en la traducció a l'asturià del còmic Castrones a la carrera creat per un grup de persones amb discapacitat.[24][25][26] (FASAD, 2016)

Per al doblatge i la subtitulació a l'asturià
- Ocean's Eleven (Gonzali Producciones, 2017)
- Sherlock Holmes: xuegu de sombres[27] (Gonzali Producciones, 2017)